# 와타나베 에미
와타나베 에미(일본어: 渡部 絵美, わたなべ えみ, 1959년 8월 27일~) 또는 에미 카실리엔 와타나베(영어: Emi Kathleen Watanabe)는 일본의 피겨스케이팅 선수이다. 일본 국가대표 선수로서 올림픽에 2회 참가하였고 1979년 세계 선수권 대회에서 동메달을 획득했다. 또한 전일본 선수권 대회에서 8연패를 달성했다.

## 어린 시절
도쿄 출신이며 와타나베의 아버지는 일본인이며, 어머니는 필리핀인이다. 일찍 미국으로 건너가 미네소타 골든밸리 고등학교를 졸업했다.

## 선수 경력
와타나베는 1973년 전일본 선수권 대회 주니어와 시니어 부문에서 우승했다. 1973년 체코슬로바키아의 브라티슬라바에서 열린 1973년 세계 선수권 대회를 통해 국제 무대에 데뷔했고, 17위를 했다.
1975년 캐나다 에드먼턴에서 열린 1975년 스케이트 캐나다 국제 대회에서 동메달을 획득했다. 이후 1976년 오스트리아 인스브루크에서 열린 1976년 동계 올림픽에 출전했고 13위를 했다. 이후 스웨덴 예테보리에서 열린 1976년 세계 선수권 대회에서 17위를 했다.
1978년 캐나다 오타와에서 열린 1978년 세계 선수권 대회에서 8위에 오르면서 상위 10위 안에 들었다. 1979년에는 빈에서 열린 1979년 세계 선수권 대회에서 동메달을 획득하며 일본 여자 선수로는 최초로 세계 피겨스케이팅 선수권 대회에서 메달을 획득했다.
선수 막바지 시기인 1979년 NHK 트로피에서 금메달을 획득했으며, 1980년 미국 레이크플래시드에서 열린 1980년 동계 올림픽에서 6위에 올랐다. 같은 해 3월에 서독 도르트문트에서 열린 1980년 세계 선수권 대회에서 4위에 오른 후 현역 선수 생활을 마감했다.

## 은퇴 이후
현역에서 은퇴한 후, 텔레비전 방송 출연과 잡지, 언론과의 인터뷰 등 대중 들 앞에서 자주 모습을 드러냈다. 이러한 다양한 모습을 통해 일본의 유명 인사가 되었으며, 자국에서 피겨스케이팅의 대중화에 기여했다.